# 1881 en rugby à XV
Cette page présente les faits marquants de l'année 1881 en rugby à XV : les principaux évènements liés au rugby à XV ainsi que les naissances et décès de grandes personnalités de ce sport.

## Événements
De nouvelles règles du rugby sont publiées en 1881 : Laws of the Rugby Football Union.

### Février
- 5 février : l’Angleterre bat l’Irlande à Manchester sur le score de 2 à 0[1].
- 19 février : 
  - Premier match international de rugby entre l’Angleterre et le pays de Galles à Blackheath. L'Angleterre s’impose sur le score de 8 à 0 en marquant treize essais[2].
  - l'Irlande domine l'Écosse à Belfast sur le score de 1 à 0[3].

### Mars
- 12 mars : après une première réunion organisée à Swansea en mars 1880, la fédération galloise est fondée sous le nom de Welsh Football Union lors d’une réunion au Castle Hotel de Neath, par les représentants de 11 clubs : Bangor, Brecon, Cardiff, Lampeter, Llandilo, Llandovery, Llanelli, Merthyr Tydfil, Newport, Pontypool et Swansea. C’est le président de Swansea, CC Chambers, qui en devient le premier président.
- 19 mars : match nul un partout entre l’Angleterre et l’Écosse à Édimbourg[4].

## Naissances
- 15 février : Marc Giacardy, joueur de rugby français († 28 août 1917)
- 1er décembre : William Crichton, joueur de rugby à XV anglais. († 16 juillet 1925).